# Peloribates formosus
Peloribates formosus är en kvalsterart som beskrevs av Nakatamari 1985. Peloribates formosus ingår i släktet Peloribates och familjen Haplozetidae. Inga underarter finns listade i Catalogue of Life.